# Piliscsaba, Pesta
Piliscsaba  este un sat în districtul Pilisvörösvár, județul Pesta, Ungaria, având o populație de 7.577 de locuitori (2011). 

## Demografie
Componența etnică a satului Piliscsaba
     Maghiari (84,97%)
     Germani (6,94%)
     Romi (4,04%)
     Slovaci (1,44%)
     Necunoscut (1,51%)
     Alții (1,1%)
Componența confesională a satului Piliscsaba
     Romano-catolici (49,98%)
     Fără religie (13,46%)
     Reformați (10,7%)
     Atei (1,99%)
     Luterani (1,93%)
     Necunoscută (21%)
     Alte religii (3,02%)
Conform recensământului din 2011, satul Piliscsaba avea 7.577 de locuitori. Din punct de vedere etnic, majoritatea locuitorilor (84,97%) erau maghiari, existând și minorități de germani (6,94%), romi (4,04%) și slovaci (1,44%). Apartenența etnică nu este cunoscută în cazul a 1,51% din locuitori. Nu există o religie majoritară, locuitorii fiind romano-catolici (49,98%), persoane fără religie (13,46%), reformați (10,7%), atei (1,99%) și luterani (1,93%). Pentru 21,0% din locuitori nu este cunoscută apartenența confesională.